# DokiDoki! 光之美少女
《心跳！光之美少女》（ドキドキ！プリキュア）是由東堂泉所創作的魔法少女動畫作品、「光之美少女系列」第十作，屬第八代光之美少女，2013年2月3日開始在朝日放送和朝日電視台播放。台灣由東森電影台在2015年11月23日以「DokiDoki! 光之美少女」的名義首播、東森幼幼台在2016年3月30日以同樣名稱重播。香港由無綫電視翡翠台在2017年1月30日以「心動！光之美少女」的名義播出。美國Saban Entertainment在2017年8月18日開始以「Glitter Force Doki Doki」的名義於歐洲地區版本的Netflix提供點播服務。

## 故事簡介
相田 愛（Aida Mana）在老師的信賴下，成為了大貝第一中學學生會會長。在一次社會科的戶外活動，她和同學來到地標建築四葉塔參觀，一路上忙著照顧眾人。就在她終於可以停下來，期待展望台的景色時，巨大的怪物「自私怪」突然出現，引起了不小的騒動。不甘旁人被傷害的相田，遇上了撲克牌王國的精靈夏露露（Sharuru），倚靠不可思議的飾物能量，變身成為光之美少女－－愛心天使。隨後其青梅竹馬菱川 六花（Hishikawa Rikka）和小學玩伴四葉 愛麗絲（Yotsuba Alice）亦加入光之美少女的行列，誓要一同要把失去「愛」的怪物徹底淨化。

## 登場人物

### 光之美少女（Precure，Glitter Force）
相田愛／愛心天使（Aida Mana／Cure Heart，Maya Aida／Glitter Heart）
配音：生天目仁美（日本）；謝佼娟→雷碧文、李珮嘉（ALL STARS F）（台灣）；黃昕瑜（TVB）、楊樂瑤（ViuTV、ALL STARS F）（香港）；黛比·德里伯里（美國）
形象顏色：  粉红色
本作主角之一，大貝第一中學學生會會長，現讀二年級，成績優秀、運動神經很好，是個充滿活力的女孩，家中經營洋食餐廳「豬尾巴」（ぶたのしっぽ）。作為學生會長，有著長輩晚輩都信任的處事能力，凡事喜欢拚盡全力。奉行「坐而言，不如起而行」的座右銘，勇於介入調解各式各樣的紛爭，不會拒絕別人的請求。音痴，唱歌五音不全，而且會暈交通工具。8月4日生，獅子座。
為了保護在四葉塔上受到攻擊的民眾與聖劍天使，與夏露露搭檔成為愛心天使，卻不知道變身的過程被四葉塔的監視攝影機錄下來，所幸被四葉愛麗絲和賽巴斯坦處理掉了，差點讓全世界知道光之美少女的真實身分。
在跟自私王決戰的時候，不知道有新聞媒體在直播的情況下，大聲喊出自己的真實身分，導致所有光之美少女成員的真實身分被全世界知道了。
變身咒語為「光之美少女 心跳連結（Precure Love Link！）」。
變身口號為「滿滿溢出的愛，愛心天使！」。
團體口號為「響起吧！愛的鼓動，心動 光之美少女！」。
戰鬥台詞是「失去愛的可憐自私怪先生，就由我愛心天使，來取回你的心跳吧！」，雙手擺成心形。
必殺技
我的甜心（My Sweet Heart）
從胸口的徽章釋放出粉红色愛心光束淨化敵人。在第49話中變身成為愛心天使帕德嫩型態（Cure Heart Parthenon Mode）之後必殺技仍為我的甜心（My Sweet Heart），但威力增加許多。在Glitter Force Doki Doki中改为「Let Your Heart Light Shine」。
光之美少女 愛心射擊（Precure Heart Shoot）
將「弓箭治癒愛飾」插入「愛心弓箭」使用。以弓箭射出粉紅色心型光束淨化敵人。
愛心炸彈（Heart Dynamite）
將「神奇可愛治癒愛飾」插入「魔法可愛面板」後使用。召喚出無數的小型紅色心形聚集成一個巨大的紅色心形將敵人包住封鎖敵人的行動。在Glitter Force Doki Doki中改为「Glitter Force Love Bubble」。
特殊形態
愛心天使 婚紗型態（Cure Heart Engage Mode）
電影中出現的形態，為吸收馬洛的靈神心力量以後所誕生的超強型態。以祝福花球化為弓箭攻擊。
愛心天使 帕德嫩型態（Cure Heart Parthenon Mode）
在第49話中出現的形態，將鑽石天使、幸運草天使、聖劍天使、王牌天使、奇蹟飛龍偃月刀、魔法可愛面板、永恆耀金皇冠等強大力量集結在愛心天使身上所誕生的終極型態。
菱川六花／鑽石天使（Hishikawa Rikka／Cure Diamond，Rachel Larsen／Glitter Diamond）
配音：壽美菜子（日本）；李昀晴（台灣）；鄭麗麗（香港）；卡桑德拉·李·莫里斯（美國）
形象顏色：  藍色
本作主角之一，大貝第一中學學生會書記，是與小愛一起長大的青梅竹馬及同班同學，因父母工作忙碌而經常宿食於「豬尾巴」。個性謹慎，自小受到小愛的庇護而信賴她，但在小愛熱心過頭時也會負責制止她。喜歡努力學習，是全國模擬試成績打入前十名的資優生。在外行動時偶爾會戴上眼鏡。9月17日生，處女座。
知道小愛成為光之美少女後，為了幫助小愛，與拉克爾搭檔成為鑽石天使。
變身咒語為「光之美少女 心跳連結（Precure Love Link！）」。
變身口號為「睿智之光，鑽石天使！」。
團體口號為「響起吧！愛的鼓動，心動 光之美少女！」。
戰鬥台詞是「我絕對不原諒你這樣糟蹋他人的心意，就由我鑽石天使來讓你冷靜下來吧！」，雙手擺成菱形。
必殺技
鑽石閃光（Twinkle Diamond）
右手手指釋放出無數淺藍色冰晶淨化敵人，也可以用於困住敵人。
光之美少女 鑽石洗禮（Precure Diamond Shower）
將「弓箭治癒愛飾」插入「愛心弓箭」使用。以弓箭拍出淺藍色冰晶封印敵人。
鑽石漩渦（Diamond Swirkle）
將「神奇可愛治癒愛飾」插入「魔法可愛面板」後使用。在敵人下方召喚出一片水潭，然後單手旋轉釋放出巨大的水漩渦攻擊敵人。
光之美少女 鑽石風暴（Precure Diamond Blizzard）
將「弓箭治癒愛飾」插入「愛心弓箭」使用。以弓箭捲出一個龍捲風把敵人拉回，然後將自己和敵人一起冰封。
四葉愛麗絲／幸運草天使（Yotsuba Alice／Cure Rosetta，Clara Yotsuba／Glitter Clover）
配音：淵上舞 （日本）；黃玉奇（台灣）；陳皓宜（香港）；梅麗莎·法恩（美國）
形象顏色：  黄色
本作主角之一，名門私立中學七橋學園學生，家庭背景是擁有「四葉塔」等多項實業的大企業「四葉財閥」。與六花、小愛是國小同學。性格溫柔良善，但因生活奢華，有時會有異於同儕的舉止。自幼從祖父學習各種武術，對於朋友受到侮辱有著絕不輕饒的性格。5月28日生，雙子座。
透過自家情報網知道小愛等人是光之美少女，主動表示願意予以資助但拒絕加入。之後經過蘭斯點醒，改變主意，加入她們，成為幸運草天使。
變身咒語為「光之美少女 心跳連結（Precure Love Link！）」。
變身口號為「向陽之處溫暖光輝！幸運草天使！」。
團體口號為「響起吧！愛的鼓動，心動 光之美少女！」。
戰鬥台詞是「能夠征服世界的只有愛。來吧！現在，請你也跟我一起攜手孕育愛的力量。」雙手擺成梅花形。
注：「Rosetta」為意大利語的「小玫瑰」之意。
必殺技
幸運草之牆（Rosetta Wall）
雙手釋放出淺綠色幸運草護盾阻擋並反彈敵人的攻擊，以防禦為主，亦可以作斬擊之用。在Glitter Force Doki Doki中改为「Shield Of Clover」。
光之美少女 幸運草反射（Precure Rosetta Reflection）
將「弓箭治癒愛飾」插入「愛心弓箭」使用。以弓箭投影出大型幸運草防護罩抵擋攻擊，也可以攻擊敵人及反射敵人的攻擊，還可以一分為二像扇子一樣攻擊敵人。在Glitter Force Doki Doki中改为「Glitter Force Clover Reflection」。
幸運草反射 雙重夾擊（Rosetta Reflection Double Crush）
將「弓箭治癒愛飾」插入「愛心弓箭」使用。以弓箭投影出兩個大型幸運草防護罩把敵人夾碎。只在電影版時用過。
幸運草氣球（Rosetta Balloon）
將「神奇可愛治癒愛飾」插入「魔法可愛面板」後使用。召喚出一個黃色巨大的氣球，數三聲炸裂後釋放出無數黃色的蝴蝶狀閃光封鎖敵人的行動，亦可以變出一個巨大的蘭斯。在Glitter Force Doki Doki中改为「Glitter Force Clover Balloon」。
劍崎真琴／聖劍天使（Kenzaki Makoto／Cure Sword，Mackenzie Mack／Glitter Spade）
配音：宮本佳那子（日本）；張雅婕（台灣）；成瑤孆（香港）；斯蒂芬妮·謝（美國）
形象顏色：  紫色
本作主角之一，守護「撲克牌王國」的戰士，故事開始前與安琪公主逃到地球時失散。個性認真，抱著強烈的使命感，因未能保護國家和安琪公主感到懊悔。對料理打掃等等的生活技能毫無概念。11月4日生，天蠍座。
來到日本後，為了與安琪公主取得聯繫，她以「劍崎真琴」之名成為大眾偶像，被歌迷愛稱為「真P」（まこぴー）。起初小愛等人不知聖劍天使身分，後透過四葉家情報網調查確定真琴即為聖劍天使。初時真琴對於新任光之美少女們態度消極，不願與她們攜手作戰，但在與小愛等人相處之下逐漸敞開心房。為了進一步了解地球的生活，第10話起轉入相田與六花的班級接受教育。
繼《光之美少女：甜蜜天使！》的月影百合後第二位初期不願意與她們攜手作戰的光之美少女，但最後願意組隊。與月影百合一樣有著高強的戰鬥力。
變身咒語為「光之美少女 心跳連結（Precure Love Link！）」。
變身口號為「勇氣之刃！聖劍天使！」。
團體口號為「響起吧！愛的鼓動，心動 光之美少女！」。
戰鬥台詞是「我聖劍天使將以愛之劍，徹底斬斷你們邪惡的野心！」，雙手擺成黑桃形。
必殺技
神聖之劍（Holy Sword）
右手手掌釋放出無數紫色黑桃淨化敵人。在Glitter Force Doki Doki中改为「Sparkle Flash」。
光之美少女 寶劍閃光（Precure Sparkle Sword）
將「弓箭治癒愛飾」插入「愛心弓箭」使用。以弓箭射出紫色黑桃攻擊敵人，也可以淨化敵人。
終極聖劍（Ultimate Sword）
將「弓箭治癒愛飾」插入「愛心弓箭」使用。揮出弓箭，尤如劍般大範圍劃破敵人。只在電影版時用過。
聖劍颶風（Sword Hurricane）
將「神奇可愛治癒愛飾」插入「魔法可愛面板」後使用。用雙手劃出無數紫色黑桃如颶風般攻擊敵人。
圓亞久里／王牌天使（Madoka Aguri／Cure Ace，Natalie Miller／Glitter Ace）
配音：釘宮理惠（日本）；李昀晴（台灣）；何璐怡（香港）；埃里卡·林德貝克（美國）
形象顏色：  红色
本作主角之一，第22話登場，神秘的小學四年級生。在相田等人面臨危機時變身為光之美少女相救，變身後的姿態似乎比主角們來得年長。常以一針見血的話來敦促其他光之美少女要變得更強。雖然很嚴厲，但其實也有可愛的一面。很喜歡吃甜點，但討厭吃紅蘿蔔。
有關她為何成為光之美少女的經歷完全不知道，對於被養母茉里收養前的記憶一無所知，只記得曾經對抗過自私組織並不幸失去變身道具。戰鬥力極高，但因能量消耗極大所以變身只能維持只有5分鐘，5分鐘後變身將會自動解除。於第45話得到三神器之一永恆耀金皇冠的智慧後，成為了真正的王牌天使，已沒有變身時間的限制，同時也知道了自己的身世和撲克牌王國的未解之迷。第45話結尾中揭露，自己和蕾吉娜分別象徵安琪公主心靈中的光和影。
繼《光之美少女 Max Heart》的九條光／夏妮露米納斯後第二位以特殊生命形式轉生為光之美少女之成員，亦是繼《Suite 光之美少女♪》的調邊亞子之後第二名小學生光之美少女。
變身咒語為「光之美少女 盛裝登場（Precure Dress Up！）」。
變身口號為「愛的王牌，王牌天使！」。
團體口號為「響起吧！愛的鼓動，心動 光之美少女！」。
戰鬥台詞是「美麗是正義的象徵！就讓我用一個華麗的眨眼來射穿你的真心吧！」，雙手擺成「A」形並眨眼。
小說中，和蕾吉娜牽手合體，變身口號「Precure，Double Up！」，唱名為「最後的王牌，小丑天使」。
必殺技
王牌射擊（Ace Shot）
使用武器「愛吻口红」（Love Kiss Rouge）在嘴唇上色後，親吻出一個巨大的心形光束攻擊敵人，有數種攻擊模式：
- 塗抹紅色口紅：可以淨化敵人。
- 塗抹紫色口紅：可以封鎖敵人的行動。
- 塗抹黃色口紅：可以變出藤蔓將敵人捆住。
- 塗抹水色口紅：可以變出泡沫包住敵人。

王牌鏡面閃光（Ace Mirror Flash）
將「神奇可愛治癒愛飾」插入「魔法可愛面板」後使用。圍繞敵人召喚出三面鏡子，釋放出強烈閃光封鎖敵人的行動。
- 合體一般技

光之美少女 超級飛踢（Precure Ultra Kick）
聖劍天使、王牌天使的合體飛踢絕招（比雙重飛踢強但只在電影版中出現）。
光之美少女 雙重飛踢（Precure Double Kick）
二人的飛踢絕招。
光之美少女 可愛強力反射（Precure Lovely Force Reflection）
愛心天使、鑽石天使和聖劍天使把力量注入到幸運草天使的「幸運草反射」中，強化反射能力的絕招。
- 合體必殺技

光之美少女 可愛強力弓箭（Precure Lovely Force Arrow）
第15话登场。愛心天使、鑽石天使、幸運草天使和聖劍天使將「可愛強力治癒愛飾」插入「愛心弓箭」後，一起以弓箭射出一個巨大的心形光束淨化敵人。在Glitter Force Doki Doki中改为「Glitter Force Togetherness Power Arrow」。
光之美少女 可愛同花順（Precure Lovely Straight Flush）
第31话登场。眾人將「同花順治癒愛飾」插入魔法可愛面板後幻化出相對樣式的手牌。之後把所有手牌的力量集中至愛心天使的魔法可愛面板上，再由愛心天使發射出帶著彩虹光束的一張卡牌，淨化敵人。在Glitter Force Doki Doki中改为「Glitter Force Five of a Kind Glitter Bow」。
光之美少女 皇家可愛同花順（Precure Royal Lovely Straight Flush）
由小愛將魔法可愛面板轉換成豎琴型態——Magical Lovely Harp而使光之美少女全體變身為背部長出翅膀的天使形態（Angel Mode），再藉由五人背後的魔法陣淨化敵人。

### 撲克牌王國（Trump Kingdom，Splendorius）
受自私國王帶領的「自私組織」襲擊而淪陷，成為了「自私組織」的領地。除了來到日本的劍崎真琴、喬・岡田和瑪莉・安琪公主外，所有國民的心靈都被變成了四處流連的自私怪。最終話恢復正常，並改制為一個共和國，同時也因為自私王打出時空洞，跟地球連結了。

#### 皇室
瑪莉・安琪（Marī Anju，Marie Angelica）
配音：今井由香（日本）；邱佩轝（台灣）；詹健兒（香港）；凱特·希金斯（美國）
撲克牌王國的公主，私底下非常呵護聖劍天使，宛如姊妹般。故事開始前在自私組織入侵國內時，以傳說中的三神器之一——「光之槍」Miracle Dragon Glaive的力量封印自私國王，在與聖劍天使透過魔鏡前往日本時失散，下落不明。
主角們在「皇家水晶」引領下發現她被冰封於地球冰河雪谷中，但陷於沉睡狀態，而且冰塊無法融化，只能偶然透過微弱能量和鏡子傳達信息。雖然冰塊在經過與自私組織一番爭奪後被帶往岡田家，但第45集中揭露這個冰封的公主只是幻象，而在第46話黃金之冠的記憶中，主角們才得知她把自己的靈神心未被染黑的那一半與被染黑的那一半分開，分別成為了圓亞久里和蕾吉娜，而身體則變成了一隻巨蛋並從中誕生出了艾艾。
因為亞久里、蕾吉娜與艾艾都已經成長了，無法重新恢復為一個個體，所以用靈體的方式向父親、真琴和喬・岡田告別後，從此消失。
自私王／撲克牌國王（King Jikochū／Trump King，King Mercenare／King of Splendorious）
配音：大塚芳忠（日本）；鄒韋（台灣）；朱子聰（香港）；帕特里克·塞茨（美國）
本作主要反派，「自私組織」的首領，身形巨大。長期被瑪莉公主封印於撲克牌王國陷入沉睡，需要大量「黑心能」（ジャネジー）才能解除封印。
真實身分是撲克牌王國的國王，爲了拯救病危的女兒瑪莉・安琪，擅自解除了永恆黃金王冠的封印，才被自私始祖吞噬，變成自私國王。
最終回已退位，常常與宗吉下棋。

#### 騎士
劍崎真琴／聖劍天使（Kenzaki Makoto／Cure Sword，Mackenzie Mack／Glitter Spade）
光之美少女参照。
喬・岡田（Joe Okada，Johnny）
配音：櫻井孝宏（日本）；吳東原（台灣）；李凱傑（香港）；格蘭特·喬治（美國）
給予主角們變身用飾物「治癒愛飾」的神秘金髮男子，在大貝町開了新的飾品店「Solitaire」（英語意為「紙牌遊戲」）。隱約知道光之美少女與撲克牌王國的事，但對六花等人的質詢總是顧左右而言他。總是稱呼相田為「My Sweet Heart」（我的甜心）。
後來為了解救光之美少女們的危機才曝光身分：撲克牌王國騎士喬納森・克朗戴克（Jonathan Klondike），安琪公主的未婚夫，因防守邊境而未見過真琴。在國家毀滅後同樣來到日本。在與光之美少女找到被封印的公主後，暫時帶著她迴避敵人追蹤。第44話時歸來。
最終回成為「撲克牌共和國」（原撲克牌王國）的首任總統。

#### 光之美少女的變身夥伴
夏露露（Sharuru，Kippie）
配音：西原久美子（日本）；李昀晴（台灣）；劉惠雲（香港）；塔拉·桑茲（美國）
形象顏色：  粉红色
愛心天使的變身夥伴，新生妖精三胞胎的長女。全身粉紅色的兔子造型精靈女孩，個性熱心，擅長打理日常事情。第29話學會變身成為人類型態的女子國中生，致力輔助會長。語尾習慣加上「～夏露（～シャル）」。
其名字源自撲克牌紅心K上的法蘭克王國國王查理曼。
拉克爾（Raquel，Rory）
配音：寺崎裕香（日本）；邱佩轝（台灣）；葉曉欣（香港）；史蒂芬妮·謝（美國）
形象顏色：  天空色
鑽石天使的變身夥伴，新生妖精三胞胎的長男，排行第二。全身淺藍色的小狗造型精靈男孩，與搭檔一樣是同伴中最為可靠的。第29話學會變身成為人類型態的小學生。語尾習慣加上「～克爾（～ケル）」。
其名字源自撲克牌方塊Q上的《圣经·创世记》中雅各最寵愛的第二位妻子拉結。
蘭斯（Lance）
配音：大橋彩香（日本）；張雅婕（台灣）；廖杏茵（香港）；布萊斯·帕彭布魯克（美國）
形象顏色：  黄色
幸運草天使的變身夥伴，新生妖精三胞胎的老么。全身橙黃色的小熊造型精靈男孩，經常被搭檔寵壞。第29話學會變身成為人類型態的幼童。語尾習慣加上「～蘭斯（～でランス）」。
其名字源自撲克牌梅花J上的亞瑟王傳說中圆桌骑士团的成員蘭斯洛特。
達比（Daybi，Davi）
配音：内山夕實（日本）；黃玉奇（精靈）、李昀晴（人類）（台灣）；魏惠娥（香港）；埃里卡·門德斯（美國）
形象顏色：  紫色
聖劍天使的變身夥伴。全身紫色的小貓造型成年女性精靈，與搭檔特別投契，但也很擔心搭檔孤僻的態度。可變身為人類型態，在日本期間以真琴的经纪人「DB」的身份活動。語尾習慣加上「～達比（～だビィ）」或「～比（～ビィ）」。
其名字源自撲克牌黑桃K上的以色列王國國王大衛王。
艾艾（Ai-chan，Dina）
配音：今井由香（日本）；李昀晴（台灣）；詹健兒（香港）；凱特·希金斯（美國）
形象顏色：  粉红色
王牌天使的變身夥伴，於第8話登場，由喬・岡田拾獲的巨蛋裡出生的神秘女嬰，特徵是兩個心型的髮髻及一雙可飛行的白色羽翼。擁有解除主角們昏迷狀態的不可思議能力，並給予主角們各種「治癒愛飾」、「愛心弓箭」及王牌天使的「愛心眼影」。
起初有關艾艾的真實來歷尚未清楚，伴隨著她的成長能抑制「黑心能」的增加，但相對若艾艾往自私的方向成長則會加速「黑心能」增加。語尾習慣加上「Q比～（きゅぴ～）」或「Q比拉帕～！（きゅぴらっぱ～！）」。
第46話揭露身世：艾艾就是瑪莉・安琪公主的身體。
繼《FRESH光之美少女！》的希風之後第二位嬰兒精靈。

#### 歷史關係者
天使（Cure Empress）
形象顏色：  白色（  水色・  緑色・  紫色・  黄色・  粉红色）
配音：飯塚雅弓（日本）；張雅婕（台灣）；張頌欣（香港）
一萬年前守護世界的傳說中的三位光之美少女之一，為三神器之一——「魔法可愛面板」Magical Lovely Pad的原持有者。
天使
形象顏色：  红色
一萬年前守護世界的傳說中的三位光之美少女之一，為三神器之一——「奇蹟飛龍偃月刀」Miracle Dragon Glaive的原持有者。
天使
形象顏色：  藍色
一萬年前守護世界的傳說中的三位光之美少女之一，為三神器之一——「永恆耀金皇冠」Eternal Golden Crown的原持有者。
美蘭（Melan）
配音：松岡洋子（日本）；邱佩轝	（台灣）；袁淑珍（香港）
第30話登場，天使的精靈夥伴。烏龜造型精靈婆婆，可以變身成飛龍，一直在地球的某個孤島守護皇后天使的武器「水晶之鏡」。

### 自私組織（Jikochu，Mercenares）
企圖將「自私自利」的思想和行為散佈到全世界的邪惡組織，成員均為個性自私怪心的人。於地球的根據地是一家陰暗的保齡球館兼酒吧「gog♡! Jikochū」，成員沒有任務的時候會在這裡消磨時間。第39話以後，該組織成員的根據地改到了位於撲克牌王國的瑪莉・安琪的寢宮里，因為被蕾吉娜據為己有。

#### 黑幕
自私始祖（Proto Jikochū，Proto Mercenare）
配音：岩崎征實（日本）；吳東原（台灣）；葉振聲（香港）；帕特里克·塞茨（美國）
一萬年前被守護世界的傳說中的三位光之美少女封印的「自私組織」原首領。最終被帕德嫩型態下的「我的甜心」消滅。
後來在STMM中被索希爾的魔力復活，與永恆博物館館長一同對抗桃天使、花蕾天使、旋律天使、快樂天使和奇蹟天使。最後被五人聯手打敗。

#### 王族
自私王（King Jikochū，King Mercenare）
撲克牌王國参照。
蕾吉娜（Regina）
配音：渡邊久美子（日本）；邱佩轝（台灣）；凌晞（香港）；切拉米·利（美國）
本作第二大反派，於第12話登場，自私國王的女兒，頭上有個大大的紅色蝴蝶結。即使對方的心靈沒有自私念頭，也能強制染黑靈神心製造自私怪。最討厭的食物是章魚。對小愛很感興趣並嘗試接近她，但真琴對於身為自私國王女兒的她極為排斥，後來在眾人斡旋下才有所改善。
性格高傲、我行我素，在小愛的勸戒下開始會為別人著想，但在第17集接觸到「皇家水晶」後出現異常人格變化，開始為水晶攻擊小愛一行人。雖然一度為小愛反抗父親，但在被國王強行注入「黑心能」而再次對光之美少女相背，隨後因被王牌天使打倒，被送回自私國王手上休眠。甦醒後取得奇蹟飛龍偃月刀。
第45集結尾得知，王牌天使和自己象徵安琪公主心中的光與影。
第47集在愛心天使的勸說及深情擁抱下真正清醒過來，決定與光之美少女們一起對抗自私始祖。
結局以學生的身分與小愛等人一起生活。
名字源自於拉丁語「女王」（Regina）。
小說中，和圓亞久里牽手合體，變身口號「Precure，Double Up！」，唱名為「最後的王牌，小丑天使」。

#### 三幹部
伊拉（Ira）
配音：田中真弓（日本）；邱佩轝（台灣）；曹啟謙（香港）；本傑明·迪斯金（美國）
「自私組織」的少年幹部。淺藍髮美少年。個性自私怪心，但也有孩子氣的一面，相當痛恨欺負他的利維和古拉。玩保齡球常常滑溝。於第26話被落雷擊中落海並失憶，被六花救起。
結局與瑪茉、貝魯一起逃離人類世界，不知去向。
其名字源自於七宗罪之一「暴怒」的拉丁語Ira。
瑪茉（Mammo）
配音：田中敦子（日本）；邱佩轝（台灣）；曾秀清（香港）；嘉莉·凱拉寧（美國）
「自私組織」的成人女性幹部。總是身著厚重的貂皮大衣。經常暗地裡挖苦伊拉。很在意外貌與美容，經常在吧檯點聖代與調飲。
結局與伊拉、貝魯一起逃離人類世界，不知去向。
其名字源自於代表七宗罪之一「貪婪」的惡魔「瑪門」（Mammon）。
貝魯（Bell）
配音：山路和弘（日本）；吳東原（台灣）；陳永信（香港）；雷·蔡斯（美國）
「自私組織」的老年男性幹部。總是佩戴墨鏡、叼著棒棒糖，負責傳達自私國王的指示。玩保齡球幾乎都是全倒。渴望權力，甚至妄想領袖之位，所以有段時間相當服從蕾吉娜，並討好能增強能力的小艾。最討厭的食物是胡蘿蔔。
第31集暗算利維和古拉、消滅並吸走「黑心能」後，利用兩人殘留的「黑心能」製造出黑暗道具「血環」（Blood Ring），套在伊拉和瑪茉的手指上以控制兩人，使兩人不得不聽命於他。
最終回吃下自私國王殘餘的黑心能，企圖成為新的自私國王，卻被自私始祖反過來吞噬。在自私始祖被淨化之後，自己也因為能量耗盡變成一隻老鼠，被伊拉和瑪茉帶走，不知去向。
其名字源自於代表七宗罪之一「懶惰」的惡魔「貝爾芬格」（Belphegor）。

#### 新幹部
利維（Levia）
配音：飛田展男（日本）；吳東原（台灣）；李錦綸（香港）；托德·哈伯科恩（美國）
於第23話登場的「自私組織」幹部。總是打扮成身著燕尾服並頭戴高筒禮帽，其高筒禮帽用作武器時可以輕易地將一棵大樹切成兩半，可以和古拉合體。十分藐視三幹部，稱他們「笨蛋三人組」。
其名字源自於代表七宗罪之一「妒忌」的惡魔「利維坦」（Leviathan）。
第31集被光之美少女打敗後能量衰退，逃回根據地後遭到貝魯暗算、消滅並吸走「黑心能」。
古拉（Gula）
配音：天田益男（日本）；鄒韋（台灣）；蕭徽勇（香港）；賈米森·普萊斯（美國）
於第23話登場的「自私組織」幹部，利維的搭檔。身材肥胖並有著極其尖銳的牙齒，總是喜歡大口吃肉，看到什麽就咬什麽，可以把「幸運草反射」咬碎。
其名字源自於七宗罪之一「貪食」的拉丁語Gula。
第31集與利維一同遭到貝魯暗算、消滅並吸走「黑心能」。

#### 小說幹部
高馬
於小說登場。典型的傲慢自我中心者，認為自己是最強、最正確、最帥的男人。無視他人的感受，樂於看人與人之間的信任和愛崩潰。
魯斯特
於小說登場。色欲為主的自我中心者，外表看似肌肉發達的壯漢，實際上他的身體是四葉重工製造的特殊強化裝甲服。利用自己的外貌來吸引他人，並操控他們，展現出自私和傲慢的特質。

#### 怪物
自私怪（Jikochū，Distains）
配音：岩崎征實（日本）；吳東原、鄒韋（台灣）；克里斯托弗·尼奧西、基思·西爾弗斯坦、尼爾·卡普蘭、柯克·桑頓（美國）
本作刺客物質，為「自私組織」擴大「靈神心」的自私念頭後，抽取出來製造的怪物。會不斷以說話和行動抒發自私的情緒，被打敗後會呼出一句「Love、Love、Lo～ve！」，隨即淨化恢復成正常的靈神心，飛回原來的人身上。
「自私組織」成員可以與其合體，以獸化模式（Beast Mode）直接進行操縱，但偶爾會因為自私怪本身的性情而失控，被打敗後亦會消耗極大的能量。
利維和古拉曾把自身的邪惡力量合而為一，製造出2倍大的身體、5倍大的力量、10倍自私的合體自私怪。
伊拉和瑪茉亦曾利用黑暗道具「血環」（Blood Ring）的力量，製造出速度為之前5倍、力量為之前10倍、態度為之前100倍的「血環」自私怪。
蕾吉娜能強制染黑對方的靈神心來製造自私怪。
命名來自「個人主義（自己中心主義）」的縮寫。

### 主角的家人

#### 相田家
相田亞弓
配音：上田晴美（日本）；張雅婕（台灣）；吳羨婷（香港）；勞拉·波斯特（美國）
小愛的媽媽，「豬尾巴」店員。
相田健太郎
配音：金光宣明（日本）；鄒韋（台灣）；鄧志堅（香港）；凱爾·赫伯特（美國）
小愛的爸爸，「豬尾巴」廚師。
坂東宗吉
配音：石住昭彦（日本）；吳東原（台灣）；林國雄（香港）；凱爾·赫伯特（美國）
小愛的外公，經常挑剔健太郎的廚藝。

#### 菱川家
菱川悠藏
配音：前田剛（日本）；吳愷笛（台灣）；劉奕希（香港）
六花的爸爸，在全世界旅行的攝影師。
菱川亮子
配音：湯屋敦子（日本）；黃玉奇（台灣）；梁少霞（香港）
六花的媽媽，工作忙碌的小兒科醫生，很少回到家裡。

#### 四葉家
塞巴斯坦
配音：及川以造（日本）；鄒韋（台灣）；盧國權（香港）；柯克·桑頓（美國）
四葉家的大總管，對愛麗絲極為忠誠。隨著愛麗絲成為光之美少女，經常從旁協助一行人，比如物資支援、隱匿目擊情報。
四葉一郎
配音：麥人（日本）；吳東原（台灣）；張炳強（香港）
愛麗絲的爺爺，武術大師，教導愛麗絲各種武術，對愛麗絲影響很大。
四葉星兒
配音：中村秀利（日本）；吳東原（台灣）；招世亮（香港）
愛麗絲的爸爸，四葉財閥的社長，由於工作忙碌長期待在國外，很少與女兒見面。
在被幸運草天使所救時一眼就看出其真實身分，但選擇不說破，默默支持女兒的義行。
四葉祥子
愛麗絲的母親，著名的歌劇歌手，在世界巡迴演出，很少回日本。僅在劇中末段出場。
四葉弘通
愛麗絲的兄長，劇中未登場。為大貝第一中學的前學生會長，正在世界各地旅行。
於小說中登場，20歲。和相田愛之間的故事充滿了情感的暗示和微妙的互動，在一些章節中，愛有意對弘通告白。總是引導和支持愛，幫助她克服困難，促進她的成長。而愛的純真與勇氣也影響了弘通，讓他在情感上變得更加開放。

#### 圓家
圓茉里
配音：唐澤潤（日本）；邱佩轝（台灣）；雷碧娜（香港）
亞久里的奶奶（養母），茶道大師，「豬尾巴」的常客。
第43話因看見王牌天使解除變身的場景，決定告訴亞久里關於她的身世。

### 大貝第一中學
城戶
配音：前田一世（日本）；鄒韋（台灣）；雷霆（香港）；帕特里克·塞茨（美國）
大貝第一中學教師，小愛等人所在班級的導師。
二階堂
配音：佐藤拓也（日本）；吳愷笛（台灣）；黃積權（香港）
大貝第一中學學生，暗戀小愛，在學園祭時擔任領導人。
百田
配音：櫻井翼（日本）；吳東原（台灣）；李震權（香港）
大貝第一中學學生，經常跟著二階堂行動。
十條博士
配音：白川周作（日本）；鄒韋（台灣）；胡家豪（香港）
大貝第一中學的學生會副會長。
京田
配音：藤村步（日本）；邱佩轝（台灣）；羅孔柔（香港）
大貝第一中學壘球社的成員。
千葉
配音：森谷里美（日本）；黃玉奇（台灣）；何寶珊（香港）
大貝第一中學壘球社的社長。
早乙女純
配音：鈴木千尋（日本）；黃玉奇（台灣）；陳灝瑋（香港）
大貝第一中學學生，相當仰慕小愛，一直想拜小愛為師。
結局接替小愛成為新的學生會會長。
八嶋
配音：一木千洋（日本）；李昀晴（台灣）；詹健兒（香港）
小愛等人的同班同學。

### 其他角色
美智子
配音：森谷里美（日本）；（台灣）；凌晞（香港）
森春奈
配音：寺崎裕香（日本）；邱佩轝→黃玉奇（台灣）；羅孔柔（香港）
真琴的同行，曾被變成自私怪。
五星麗奈
配音：冰青（日本）；張雅婕（台灣）；何寶珊（香港）；勞拉·波斯特（美國）
愛麗絲的老朋友，同樣就讀七橋學園，家世背景是「四葉財閥」的最大競爭對手「五星財閥」，常常忌妒愛麗絲的成就，想盡辦法讓她出糗。
不過在某次被變成自私怪之後，開始關心起愛麗絲，結局甚至一起坐車上學。
森本艾露
配音：森谷里美（日本）；黃玉奇（台灣）；何晶晶（香港）
亞久里的同班同學，因為亞久里經常維持班上秩序而仰慕她。
鄉田
配音：松本忍（日本）；鄒韋（台灣）；陳卓智（香港）
劍崎真琴應援團團長。
歌牌Queen
配音：鈴木真仁（日本）；張雅婕（台灣）；陸惠玲（香港）
大鳥環
配音：山像香織（日本）；黃玉奇（台灣）；沈小蘭（香港）
著名電影女演員，不管對自己還是合作對象的要求都很嚴厲，對真琴的演藝生涯影響極大。
原田
配音：金本涼輔（日本）；吳愷笛（台灣）；鍾見麟（香港）
角野秋
配音：菊本平（日本）；鄒韋（台灣）；張裕東（香港）

## 用具和用語
治癒愛飾（Cure Loveads，Glitter Charms）
含有神奇力量的飾品，包含用於主角們變身、招喚武器與使用必殺技，也可以變出照顧艾艾用的配件。
可愛手機（Lovely Commune，Glitter Pad）
初期四位光之美少女的變身用道具，由各自的精靈夥伴變成。可以轉化治癒愛飾，也能當作手機打給其他同伴。
愛之愛心弓箭（Love Heart Arrow，Glitter Heart Arrow）
第11话艾艾給予的武器，配合「愛心強力治癒愛飾」或「弓箭治癒愛飾」使出必殺技。
皇家水晶（Royal Crystal）
撲克牌王國的王室寶物，共5塊，不知為何流落日本，指引光之美少女去尋找瑪莉公主。
愛之眼影的重要零件。
愛之眼影（Love Eyes Palette）
王牌天使的變身道具，使用皇家水晶的力量。
愛吻口红（Love Kiss Rouge，Glitter Sparkle Stick）
王牌天使的武器，也能當作近戰武器。
光之美少女五條誓言
- 身為光之美少女，必需保持樂觀，不斷前進
- 愛是用來付出的
- 所謂的愛就是要互相守護
- 身為光之美少女，就要相信自己，絕不讓自己後悔
- 身為光之美少女，就要當個一流的淑女
- 只要大家同心協力的話，就沒有不可能

三神器
一萬年前守護愛與和平的傳說中的光之美少女所擁有的三件神秘寶物。
奇蹟飛龍偃月刀（Miracle Dragon Glaive）
瑪莉・安琪的武器，其力量足以貫穿萬物，被用來封印自私國王，在瑪莉・安琪流落地球後下落不明，直到第39集才確定一直都在撲克牌王國的皇宮，只是不論敵我都無法得到其認可。最終選擇的蕾吉娜作為持有人。
魔法可愛面板（Magical Lovely Pad，Glitter Crystal Pad）
天使的武器，其鏡面能映照出一切真相。在一萬年間都被美蘭守護著，在小愛等人通過考驗後交給他們。
原本小愛等人搞不懂使用方法，直到與利維和古拉的最終戰中一分為五之後，才覺醒真正的力量，變成魔法可愛面版。
除了作為武器，還可以用來探測道路、探測神器所在地、穿越空間等等。
永恆耀金皇冠（Eternal Golden Crown）
原本鎮壓自私始祖封印的神器，其充滿古今所有知識，在封印解除之後下落不明。後來喬・岡田得到瑪莉・安琪的提醒，才找到其化身而成的治癒愛飾，交給小愛等人。
只對亞久里有反應，在接觸的瞬間就把真相輸入亞久里的腦內，並解除了王牌天使的變身時間限制。
三神器在第49話合成帕德嫩形態後，從此消失。

## 電視動畫

### 製作人員
- 原作：東堂泉
- 連載：講談社（漫畫：上北雙子）
- 企劃：木村祥隆→野下洋[22]（ABC）、三宅將典（ADK）、清水慎治
- 製作人：松下洋幸→土肥繁葉樹（ABC）、佐佐木禮子（ADK）、柴田宏明（東映動畫）
- 系列導演：古賀豪
- 系列構成：山口亮太
- 角色設計：高橋晃
- 美術設計：增田龍太郎
- 色彩設計：佐久間子
- 音樂：高木洋
- 製作擔當：額賀康彥
- 製作協力：東映
- 製作：朝日放送、旭通廣告、東映動畫

### 播放電視台
| 播放地區       | 播放電視台   | 播放日期                      | 播放時間             | 所屬聯播網     | 備註              |
| -------------- | ------------ | ----------------------------- | -------------------- | -------------- | ----------------- |
| 近畿廣域圈     | 朝日放送     | 2013年2月3日 - 2014年1月26日  | 星期日 08:30 - 09:00 | 朝日電視台系列 | 同時              |
| 關東廣域圈     | 朝日電視台   | 2013年2月3日 - 2014年1月26日  | 星期日 08:30 - 09:00 | 朝日電視台系列 | 同時              |
| 中京廣域圈     | 名古屋電視台 | 2013年2月3日 - 2014年1月26日  | 星期日 08:30 - 09:00 | 朝日電視台系列 | 同時              |
| 新潟縣         | 新潟電視台21 | 2013年2月3日 - 2014年1月26日  | 星期日 08:30 - 09:00 | 朝日電視台系列 | 同時              |
| 長崎縣         | 長崎文化放送 | 2013年2月3日 - 2014年1月26日  | 星期日 08:30 - 09:00 | 朝日電視台系列 | 同時              |
| 鳥取縣、島根縣 | 山陰放送     | 2013年2月9日 - 2014年2月1日   | 星期六 11:15 - 11:45 | TBS系列        | 延遲6日           |
| 宮崎縣         | 宮崎放送     | 2013年2月19日 - 2014年2月18日 | 星期二 15:30 - 16:00 | TBS系列        | 延遲16日→延遲23日 |

| 播放地區 | 播放電視台     | 播放日期                                             | 播放時間                                     | 所屬聯播網  | 備註                              |
| -------- | -------------- | ---------------------------------------------------- | -------------------------------------------- | ----------- | --------------------------------- |
| 臺灣     | 東森電影台     | 2015年11月23日－12月8日                              | 星期一至五 早間時段 國語配音播出             | 有線電視    | 於電影時段首播 播畢後恢復電影時段 |
| 臺灣     | 東森幼幼台     | 2016年3月30日－6月8日 4月4日、4月5日臨時節目調動停播 | 星期一至五 16:00-16:30 國語配音播出          | 有線電視    |                                   |
| 臺灣     | 龍華動畫台     | 2017年9月5日－11月10日                               | 星期一至五 18:30－19:00 國語、日語雙聲道播出 | 中華電信MOD | 有重播時段 整點為前集重播         |
| 香港     | 無線電視翡翠台 | 2017年1月30日－4月7日 2月22日臨時節目調動暫停播映    | 星期一至五 16:15－16:45                      | 無線電視    | 粵日雙語播出                      |

| 臺灣 東森幼幼台 星期一至五 16:00-16:30節目 · 2016年4月4日、4月5日臨時節目調動停播 | 臺灣 東森幼幼台 星期一至五 16:00-16:30節目 · 2016年4月4日、4月5日臨時節目調動停播 | 臺灣 東森幼幼台 星期一至五 16:00-16:30節目 · 2016年4月4日、4月5日臨時節目調動停播 |
| --------------------------------------------------------------------------------- | --------------------------------------------------------------------------------- | --------------------------------------------------------------------------------- |
|                                                                                   | （2016年3月30日－6月8日）                                                         |                                                                                   |
| 變形金剛救援金剛隊                                                                | 星光樂園 重播                                                                     |                                                                                   |
| 臺灣 龍華動畫台 星期一至五 18:30－19:00節目                                       |                                                                                   |                                                                                   |
| 豬豬俠 五靈守衛者 原19:30－20:00時段                                              | （2017年9月5日－11月10日）                                                        | 逗逗迪迪愛探險 重播 (18:00－19:00)                                                |

| 香港 無綫電視翡翠台 星期一至五 16:15－16:45 節目 · 2月22日臨時節目調動暫停播映 | 香港 無綫電視翡翠台 星期一至五 16:15－16:45 節目 · 2月22日臨時節目調動暫停播映 | 香港 無綫電視翡翠台 星期一至五 16:15－16:45 節目 · 2月22日臨時節目調動暫停播映 |
| ------------------------------------------------------------------------------ | ------------------------------------------------------------------------------ | ------------------------------------------------------------------------------ |
|                                                                                | （2017年1月30日－4月7日）                                                      |                                                                                |
| 星夢學園III                                                                    | 寶石寵物IV 重播                                                                |                                                                                |
| 香港 無綫電視翡翠台 星期一至五 15:45－16:15節目                                |                                                                                |                                                                                |
| 毛起來幸福站 重播                                                              | 重播 （2018年7月17日－9月21日）                                                | 你考古嗎？ 重播 （15:45－16:05） ↓ 動物講咩話? （16:05－16:15）                |

### 各話標題
| 話數 | 標題（日文原文） | 標題（台灣）                           | 標題（香港）                         | 劇本       | 分鏡              | 演出     | 作畫監督                          | 美術       | 播放日期（日本） | 播放日期（台灣） | 播放日期（香港） |
| ---- | ---------------- | -------------------------------------- | ------------------------------------ | ---------- | ----------------- | -------- | --------------------------------- | ---------- | ---------------- | ---------------- | ---------------- |
| 1    |                  | 地球大危機！最後僅存的光之美少女！！   | 地球陷入大危機 最後一個光之美少女    | 山口亮太   | 古賀豪            | 古賀豪   | 小松                              | 增田龍太郎 | 2013年 2月3日    | 2015年 11月23日  | 2017年 1月30日   |
| 2    |                  | 糟了！愛心天使的身份曝露了！！         | 糟了，愛心天使的身分曝光了             | 山口亮太   | 古賀豪            | 岩井隆央 | 河野宏之                          | 篝         | 2月10日          | 11月23日         | 1月31日          |
| 3    |                  | 最棒的搭檔登場！鑽石天使！！           | 最佳搭檔，鑽石天使登場               | 山口亮太   | 今千秋            | 今千秋   | 高橋晃                            | 猿谷勝己   | 2月17日          | 11月23日         | 2月1日           |
| 4    |                  | 我拒絕！我不當光之美少女！！           | 請原諒我，我不會成為光之美少女       | 山口亮太   | 田中裕太          | 田中裕太 | 伊藤智子                          | 田中美紀   | 2月24日          | 11月23日         | 2月2日           |
| 5    |                  | 不會吧！她是聖劍天使嘛？？             | 不是吧！聖劍天使竟然是她？           | 田中仁     | 芝田浩樹          | 芝田浩樹 | 生田目康裕                        | 佐藤千惠   | 3月3日           | 11月24日         | 2月3日           |
| 6    |                  | 驚訝！真P要到我家來了！？              | 又驚又喜，真P要來我家？              | 高橋奈津子 | 佐佐木憲世        | 岩井隆央 | 上野賢                            | 齊藤優     | 3月10日          | 11月24日         | 2月6日           |
| 7    |                  | 接近極限的激鬥！永別了、光之美少女！！ | 驚險的戰鬥 再見了，光之美少女        | 山口亮太   | 三塚雅人          | 三塚雅人 | 山岡直子 高橋晃                   | 飯野敏典   | 3月17日          | 11月24日         | 2月7日           |
| 8    |                  | Q比拉帕～！奇妙的嬰兒誕生了！！        | Q-pi-la-pa！神奇寶寶誕生             | 成田良美   | 門由利子          | 黑田成美 | 稻上晃                            | 篝         | 3月24日          | 11月24日         | 2月8日           |
| 9    |                  | 亂成一團！艾艾到學校去！！             | 很混亂！艾艾上學去                   | 田中仁     | 今千秋            | 上田芳裕 | 小松                              | 猿谷勝己   | 3月31日          | 11月25日         | 2月9日           |
| 10   |                  | 轉學生是超級全民偶像！！               | 新同學是全國的超級偶像歌手           | 高橋奈津子 | 佐佐木憲世        | 岩井隆央 | 河野宏之                          | 田中美紀   | 4月7日           | 11月25日         | 2月10日          |
| 11   |                  | 覺醒吧！光之美少女新的力量！           | 甦醒吧，光之美少女的新力量           | 山口亮太   | 芝田浩樹          | 芝田浩樹 | 高橋晃                            | 佐藤千惠   | 4月14日          | 11月25日         | 2月13日          |
| 12   |                  | 小愛的決心！我要收徒弟！               | 阿愛的決心！我要收徒弟！             | 成田良美   | 田中裕太          | 田中裕太 | 上野賢                            | 齊藤優     | 4月21日          | 11月25日         | 2月14日          |
| 13   |                  | 終於找到了！？公主殿下的線索！         | 終於有發現？公主殿下的線索           | 米村正二   | 入好悟            | 三塚雅人 | 山岡直子                          | 飯野敏典   | 4月28日          | 11月26日         | 2月15日          |
| 14   |                  | 夢想與約定的抉擇！六花的煩惱！         | 夢想還是約定，六花很苦惱             | 田中仁     | 黑田成美          | 黑田成美 | 稻上晃                            | 篝         | 5月5日           | 11月26日         | 2月16日          |
| 15   |                  | 忙碌的日子！真琴的偶像生活！           | 真琴的偶像生活很忙碌                 | 高橋奈津子 | 門由利子          | 岩井隆央 | 青山充                            | 猿谷勝己   | 5月12日          | 11月26日         | 2月17日          |
| 16   |                  | 蕾吉娜的熱情攻勢！小愛是屬於我的！     | 蕾珍娜展開攻勢，阿愛是我的           | 成田良美   | 今千秋            | 小川孝治 | 高橋晃                            | 田中美紀   | 5月19日          | 11月26日         | 2月20日          |
| 17   |                  | 大受打擊！被奪走的水晶！               | 不好了，皇家水晶被搶走了             | 米村正二   | 池畠博史          | 田中裕太 | 小松                              | 佐藤千惠   | 5月26日          | 11月27日         | 2月21日          |
| 18   |                  | 出現了！最後的皇家水晶！               | 出現了！最後一顆皇家水晶             | 田中仁     | 三塚雅人          | 三塚雅人 | 河野宏之                          | 齊藤優     | 6月2日           | 11月27日         | 2月23日          |
| 19   |                  | 賭上皇家水晶！與自私組織比賽！         | 用水晶作賭注！自私怪遊戲！           | 成田良美   | 越智一裕          | 岩井隆央 | 上野賢                            | 飯野敏典   | 6月9日           | 11月27日         | 2月24日          |
| 20   |                  | 皇家水晶的指引！前往公主殿下身邊！     | 水晶的指引！前往公主的所在地         | 高橋奈津子 | 芝田浩樹          | 芝田浩樹 | 山岡直子                          | 田中里綠   | 6月16日          | 11月27日         | 2月27日          |
| 21   |                  | 前往撲克牌王國！拯救公主殿下！         | 去撲克牌王國拯救公主殿下             | 田中仁     | 小川孝治          | 小川孝治 | 高橋晃                            | 猿谷勝己   | 6月23日          | 11月30日         | 2月28日          |
| 22   |                  | 在危機中登場！新的戰士王牌天使！       | 危機中登場，新的戰士王牌天使         | 米村正二   | 黑田成美          | 門由利子 | 青山充                            | 田中美紀   | 6月30日          | 11月30日         | 3月1日           |
| 23   |                  | 將愛奪回來吧！光之美少女的五個誓言！   | 尋回心中的愛 光之美少女五大誓言      | 山口亮太   | 古賀豪            | 三塚雅人 | 稻上晃                            | 佐藤千惠   | 7月7日           | 11月30日         | 3月2日           |
| 24   |                  | 衝擊！真P決定退出歌壇！                | 不得了 真P發表偶像引退宣言           | 成田良美   | 池田洋子          | 池田洋子 | 赤田信人                          | 齊藤優     | 7月14日          | 11月30日         | 3月3日           |
| 25   |                  | 華麗變身！新女英雄登場！？             | 華麗變身 新女英雄登場                | 高橋奈津子 | 入好悟            | 岩井隆央 | 河野宏之                          | 飯野敏典   | 7月21日          | 12月1日          | 3月6日           |
| 26   |                  | 真正的心意是什麼？六花再次苦惱！       | 真正的想法是怎樣？六花的煩惱還沒有完 | 米村正二   | 田中裕太          | 田中裕太 | 小松                              | 篝         | 7月28日          | 12月1日          | 3月7日           |
| 27   |                  | 王牌天使的弱點曝光了！                 | 王牌天使的弱點被人發現了？           | 田中仁     | 芝田浩樹          | 芝田浩樹 | 伊藤智子                          | 猿谷勝己   | 8月4日           | 12月1日          | 3月8日           |
| 28   |                  | 心跳不已！亞久里的暑假！               | 心動啊，亞久里放暑假                 | 米村正二   | 越智一裕          | 黑田成美 | 高橋晃                            | 田中美紀   | 8月11日          | 12月1日          | 3月9日           |
| 29   |                  | 為了小愛！夏露露大變身！               | 為了阿愛，夏露露大變身               | 高橋奈津子 | 門由利子          | 岩井隆央 | 青山充                            | 佐藤千惠   | 8月18日          | 12月2日          | 3月10日          |
| 30   |                  | 最後的試煉！傳說中的光之美少女！       | 最後的考驗 傳說中的光之美少女        | 山口亮太   | 小川孝治          | 小川孝治 | 濱野祐一                          | 齊藤優     | 9月1日           | 12月2日          | 3月13日          |
| 31   |                  | 大貝町大危機！可愛面板誕生！           | 大貝鎮大危機 可愛鏡板誕生            | 成田良美   | 三塚雅人          | 三塚雅人 | 山岡直子                          | 田中里綠   | 9月8日           | 12月2日          | 3月14日          |
| 32   |                  | 小愛病倒了！風雨般的文化祭             | 阿愛病倒了！文化祭大風暴             | 田中仁     | 牧野次郎          | 岩井隆央 | 稻上晃                            | 飯野敏典   | 9月15日          | 12月2日          | 3月15日          |
| 33   |                  | 愛麗絲的爸爸登場！在四葉家過夜         | 愛麗絲爸爸登場 四葉家的睡衣派對      | 米村正二   | 田中裕太          | 田中裕太 | 赤田信人                          | 猿谷勝己   | 9月22日          | 12月3日          | 3月16日          |
| 34   |                  | 媽媽超難當！艾艾不開心！               | 媽媽不好做，鬧彆扭的艾艾             | 成田良美   | 入好悟            | 小川孝治 | 河野宏之                          | 田中美紀   | 9月29日          | 12月3日          | 3月17日          |
| 35   |                  | 艾艾搖頭說不！刷牙大作戰！             | 艾艾的反叛期，刷牙大作戰             | 山口亮太   | 芝田浩樹          | 芝田浩樹 | 小松                              | 篝         | 10月6日          | 12月3日          | 3月20日          |
| 36   |                  | 拉克爾充滿幹勁！初戀力量全開！         | 拉克爾加油！初戀全力衝刺             | 高橋奈津子 | 池田洋子          | 池田洋子 | 高橋晃                            | 齊藤優     | 10月13日         | 12月3日          | 3月21日          |
| 37   |                  | 治好挑食吧！胡蘿蔔VS亞久里！           | 戒偏食！亞久里與紅蘿蔔的對決         | 田中仁     | 門由利子          | 岩井隆央 | 美馬健二                          | 田中里綠   | 10月20日         | 12月4日          | 3月22日          |
| 38   |                  | 貝魯的陰謀！艾艾要變成自私怪囉！？     | 貝魯的陰謀！艾艾變成自私怪？         | 米村正二   | 小川孝治          | 小川孝治 | 山岡直子                          | 飯野敏典   | 10月27日         | 12月4日          | 3月23日          |
| 39   |                  | 我來見妳了！蕾吉娜再次登場！           | 我來找你了！再見蕾珍娜！             | 高橋奈津子 | 三塚雅人          | 三塚雅人 | 稻上晃                            | 猿谷勝己   | 11月10日         | 12月4日          | 3月24日          |
| 40   |                  | 想傳達的心意！真P發表新歌！            | 傳達我的心意，真P發表新歌            | 山口亮太   | 田中裕太          | 田中裕太 | 赤田信人                          | 田中美紀   | 11月17日         | 12月4日          | 3月27日          |
| 41   |                  | 愛麗絲的夢想！以花朵為羈絆的朋友       | 愛麗絲的夢想，用花連繫的友情         | 米村正二   | 越智一裕          | 上田芳裕 | 仁井學 北條直明 杉本幸子          | 佐藤千惠   | 11月24日         | 12月7日          | 3月28日          |
| 42   |                  | 大家一起慶祝吧！第一次過生日！         | 一起慶祝！第一次的生日               | 山口亮太   | 入好悟            | 岩井隆央 | 河野宏之                          | 齊藤優     | 12月1日          | 12月7日          | 3月29日          |
| 43   |                  | 給重要的人！亞久里的課堂觀摩！         | 送給最重要的人 亞久里的課堂參觀日    | 田中仁     | 芝田浩樹          | 芝田浩樹 | 小松                              | 篝         | 12月8日          | 12月7日          | 3月30日          |
| 44   |                  | 自私怪的陷阱！沒有小愛的聖誕節         | 自私怪的圈套！沒有阿愛的聖誕節！     | 高橋奈津子 | 藪木凜            | 鈴木裕介 | 高橋晃                            | 田中里綠   | 12月15日         | 12月7日          | 3月31日          |
| 45   |                  | 宿命對決！王牌天使VS蕾吉娜             | 命運的對決！王牌天使對戰蕾珍娜！     | 田中仁     | 池田洋子          | 池田洋子 | 山岡直子                          | 猿谷勝己   | 12月22日         | 12月8日          | 4月3日           |
| 46   |                  | 王牌天使和蕾吉娜！誕生的真相！         | 王牌天使和蕾珍娜誕生的真相           | 米村正二   | 門由利子 岩井隆央 | 岩井隆央 | 上野                              | 田中美紀   | 2014年 1月5日    | 12月8日          | 4月4日           |
| 47   |                  | 愛心天使的決心！想守護約定！           | 愛心天使的決心，誓要遵守的承諾       | 高橋奈津子 | 田中裕太          | 田中裕太 | 仁井學 北條直明 杉本幸子 河野宏之 | 佐藤千惠   | 1月12日          | 12月8日          | 4月5日           |
| 48   |                  | 心動力量全開！光之美少女VS自私王！     | 心跳力量全開 光之美少女對戰自私王    | 山口亮太   | 三塚雅人          | 三塚雅人 | 稻上晃                            | 飯野敏典   | 1月19日          | 12月8日          | 4月6日           |
| 49   |                  | 將我這份真心 傳達給你吧！              | 傳遞給你 我的甜心                    | 山口亮太   | 古賀豪            | 古賀豪   | 高橋晃                            | 齊藤優     | 1月26日          | 12月8日          | 4月7日           |

### 歐美版各話標題
| 第1季          | 第1季                            | 第1季      | 第1季            | 第1季                 | 第1季            |
| 集數（總集數） | 標題                             | 日本原話數 | 標題（日文原文） | 日本放送日            | Netflix 放送日期 |
| -------------- | -------------------------------- | ---------- | ---------------- | --------------------- | ---------------- |
| 1（1）         | A New Adventure                  | 1/2        | /                | 2013年 2月3日/2月10日 | 2017年 8月18日   |
| 2（2）         | A Diamond in the Rough           | 3          |                  | 2月17日               | 2017年 8月18日   |
| 3（3）         | And Clara Makes Three            | 4          |                  | 2月24日               | 2017年 8月18日   |
| 4（4）         | The Glitter Spotlight            | 5/6        |                  | 3月3日 3月10日        | 2017年 8月18日   |
| 5（5）         | The Spade from Splendorius       | 7          | /                | 3月17日               | 2017年 8月18日   |
| 6（6）         | The Way Home                     | 8          |                  | 3月24日               | 2017年 8月18日   |
| 7（7）         | Mis-Adventures in Babysitting    | 9          |                  | 3月31日               | 2017年 8月18日   |
| 8（8）         | Superstar Classmate              | 10         |                  | 4月7日                | 2017年 8月18日   |
| 9（9）         | Helpful to a Fault               | 11         |                  | 4月14日               | 2017年 8月18日   |
| 10（10）       | The Princess and the Rose        | 13         |                  | 4月28日               | 2017年 8月18日   |
| 11（11）       | Lights... Camera... Distraction! | 15         |                  | 5月12日               | 2017年 8月18日   |
| 12（12）       | Maya's New Best Frenemy          | 16         |                  | 5月19日               | 2017年 8月18日   |
| 13（13）       | The Return of Regina             | 17/18      | /                | 5月26日/6月2日        | 2017年 8月18日   |
| 14（14）       | Royal Crystal Chaos              | 20         |                  | 6月16日               | 2017年 8月18日   |
| 15（15）       | Back to Splendorius              | 21         |                  | 6月23日               | 2017年 8月18日   |
| 第2季          |                                  |            |                  |                       |                  |
| 1（16）        | New Friends, Old Enemies         | 22         |                  | 6月30日               | 2017年 11月10日  |
| 2（17）        | First Rule of Glitter Force!     | 23         |                  | 7月7日                | 2017年 11月10日  |
| 3（18）        | Mackenzie Loses Her Mojo         | 24         |                  | 7月14日               | 2017年 11月10日  |
| 4（19）        | Those Who Defend You             | 25         |                  | 7月21日               | 2017年 11月10日  |
| 5（20）        | Searching for a Dream            | 26         |                  | 7月28日               | 2017年 11月10日  |
| 6（21）        | Ace's Secret Weakness            | 27         |                  | 8月4日                | 2017年 11月10日  |
| 7（22）        | The Crystal Mirror               | 30         |                  | 9月1日                | 2017年 11月10日  |
| 8（23）        | Darkness Is Coming               | 31         |                  | 9月8日                | 2017年 11月10日  |
| 9（24）        | The Spear of Light               | 39         |                  | 11月10日              | 2017年 11月10日  |
| 10（25）       | The Meaning of Family            | 43         |                  | 12月8日               | 2017年 11月10日  |
| 11（26）       | The Golden Crown of Wisdom       | 45         |                  | 12月22日              | 2017年 11月10日  |
| 12（27）       | The Story of Splendorius         | 46         |                  | 2014年 1月5日         | 2017年 11月10日  |
| 13（28）       | The Beginning of the End         | 47         |                  | 1月12日               | 2017年 11月10日  |
| 14（29）       | The King Within                  | 48         |                  | 1月19日               | 2017年 11月10日  |
| 15（30）       | The Last Battle                  | 49         |                  | 1月26日               | 2017年 11月10日  |

### 主題曲
片頭曲

作詞：藤林聖子，作曲：清岡千穗，編曲：池田大介，主唱：黑澤朋世
美國版主題曲
「Glitter Force」
作曲：Noam Kaniel
演唱：BLUSH
片尾曲
（第1話～第26話）
作詞：利根川貴之，作曲：Dr.Usui，編曲：Dr.Usui、利根川貴之，主唱：吉田仁美
（第27話～第49話）
作詞：利根川貴之，作曲：Dr.Usui，編曲：Dr.Usui&Wicky.Recording，主唱：吉田仁美
美國版片尾曲
「You & I」 （1~15集）
作曲：Noam Kaniel
演唱：BLUSH
「L-O-V-E」 （16~30集）
演唱：Blush
本作在片尾曲繼續採用全3D結尾動畫。並由著名女子組合Perfume的編舞師MIKIKO擔任故事中跳舞的創作和動作作為片尾曲的舞蹈。
插入曲
「〜SONGBIRD〜」（第1、5、8話）
作詞：六見純代，作曲：清岡千穗，編曲：大久保薫，主唱：劍崎真琴（宮本佳那子）
（第40話）
作詞：六見純代，作曲：山口朗彦，編曲：大久保薫，主唱：劍崎真琴（宮本佳那子）

## 劇場版
電影 心跳！光之美少女 小愛结婚了！！？連結未来的希望禮服
- 日本上映日期：2013年10月26日

### 故事簡介
某日，小愛的媽媽拿出一件婚紗，據說那是她從外婆「坂東五十鈴」那邊繼承而來的傳家禮服，小愛因此開始想像自己穿上禮服的光景。
忽然，一個神祕男子「馬修」將小愛傳送到過去的世界，早已去世的外婆和愛犬「馬洛」都在，六花和愛麗絲卻不見蹤影，周圍大家也完全不認識那兩人。
為了回到現實世界，小愛展開了一連串的行動。

### 登場人物
單簧管（Clarinet）
配音：池田勝（日本）
本作頭號反派，操縱馬修的幕後黑手，企圖摧毀所有人的光輝未來，毀滅世界。最後被「婚紗型態」（Engage Mode）的愛心天使淨化消失。
馬修馬洛／馬洛（Matthewmaro／Maro）
配音：谷原章介（日本）
又名馬修（Matthew），突然出現在小愛面前的神秘男子，總是吹著一支單簧管，試圖摧毀所有人的光輝未來。
劇情中盤改邪歸正，與光之美少女們並肩作戰，為了幫愛心天使抵擋攻擊而重傷，把靈神心交給愛心天使之後消失。最後這個靈神心被貝貝魯帶走升天了。
真正身份是小愛的愛犬「馬洛」，已經在數年前去世。
名字原意為英語「棉花糖」。 
必殺技
狼牙˙11（Eleven Fang）
11隻金色的狼化為光束，展開流星雨般的猛烈攻擊
深紅模特兒（Mannequin Carmine）
配音：淺野麻由美（日本）
馬修的手下，可以與其他模特兒合體而巨大化。
銀色時鐘（Silver Clock）
配音：稻葉實（日本）
馬修的手下，是一個時鐘，可以和紫色機車合體。
紫色機動車（Purple Buggy）
配音：江川央生（日本）
馬修的手下之一，是一個機器人。
貝貝魯（Bebel）
配音：杉山佳壽子（日本）
神秘的精靈。告訴小愛等人關於馬修的計畫，持續從旁協助他們。最後帶走馬修的靈神心，升天去了。
真實身分可能是小愛的外婆「坂東五十鈴」。
坂東五十鈴
配音：杉山佳壽子（日本）
小愛的外婆，女兒結婚時將自己穿過的婚紗送給女兒。
已經在數年前去世。

### 主題曲
片頭曲
作詞：藤林聖子，作曲：清岡千穗，編曲：池田大介，主唱：黑澤朋世
片尾曲
作詞：利根川貴之，作曲：Dr.Usui，編曲：Dr.Usui&Wicky.Recording，主唱：吉田仁美
插入曲
作詞：六見純代，作曲、編曲：高木洋，主唱：相田愛（生天目仁美）、菱川六花（寿美菜子）、四葉愛麗絲（淵上舞）

### All Stars 系列電影
主條目：All Stars 系列電影
- All Stars New Stage2上映於本作播出時，因此以本作故事初期設定為準。

光之美少女 All Stars New Stage2 心之朋友
光之美少女 All Stars New Stage3 永遠的朋友
光之美少女 All Stars 春之嘉年華♪
光之美少女 All Stars 大家歌唱吧♪奇蹟的魔法！
HUG！光之美少女♡光之美少女 All Stars Memories
光之美少女 All Stars F

## 外部連結
- 心跳！光之美少女（ABC）（页面存档备份，存于） （日語）
- 心跳！光之美少女（東映動畫）（页面存档备份，存于） （日語）
- 電影 DokiDoki! 光之美少女 小愛结婚了！！？連結未来的希望禮服！（東映動畫）（页面存档备份，存于） （日語）
- DokiDoki! 光之美少女（TOKYO MX） （页面存档备份，存于）
- 《心跳！光之美少女》台灣官方網站 （繁體中文）
- 心動！光之美少女（myTV）[永久]（繁體中文）